# St. Leonhard (Unterliezheim)

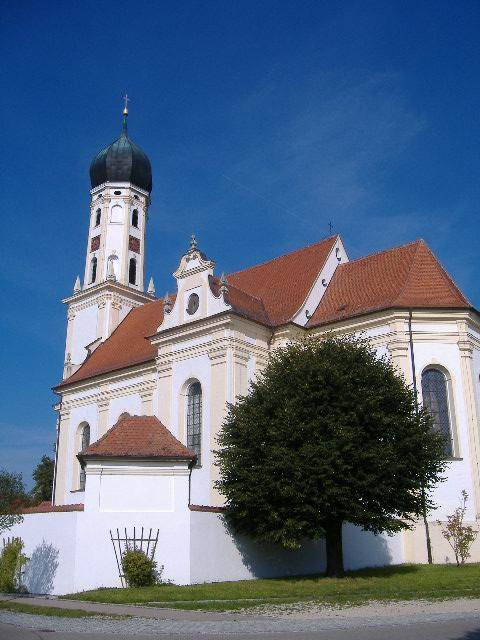
Kirche St. Leonhard in Unterliezheim

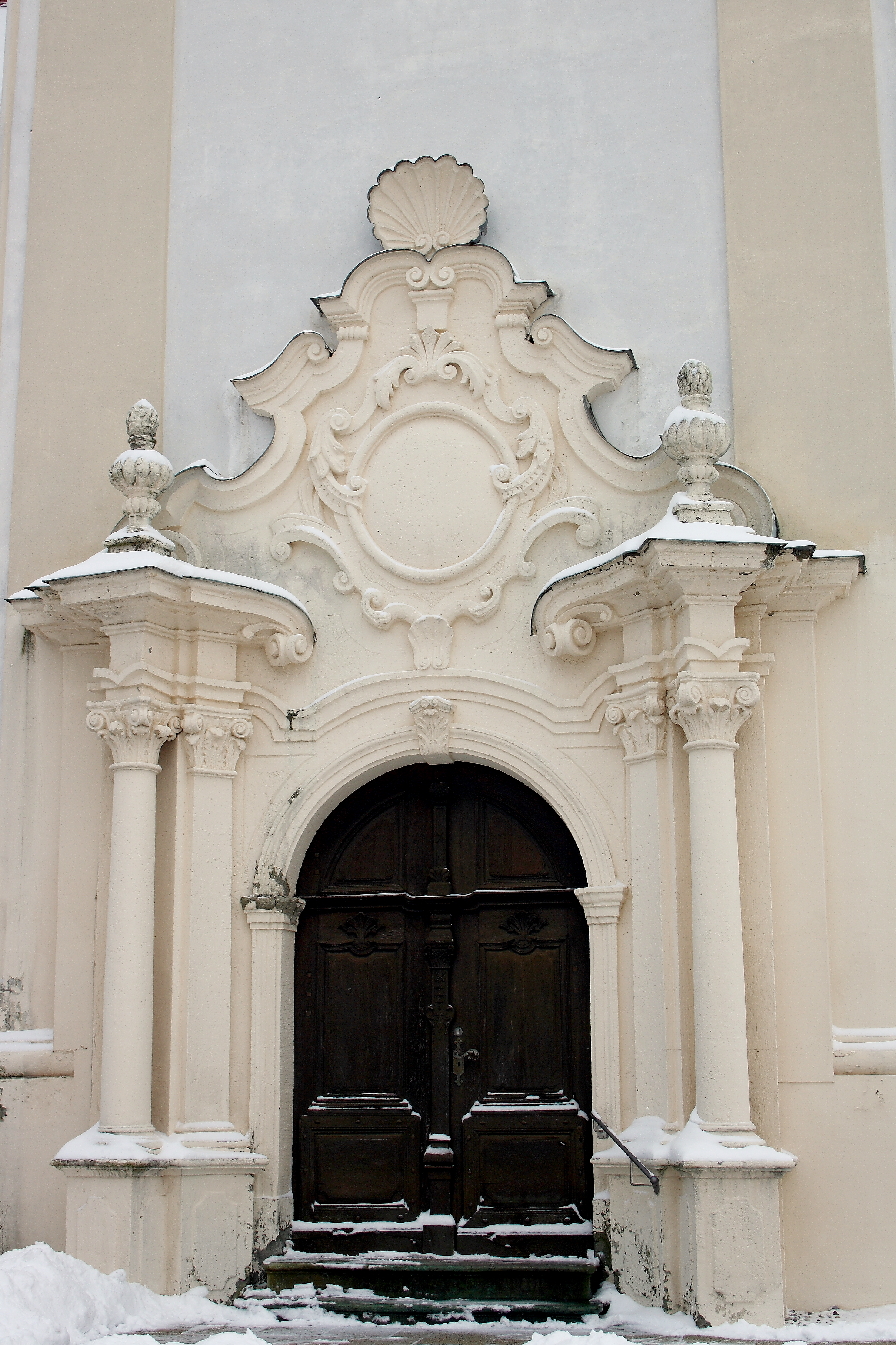
Hauptportal

Die ehemalige Kloster- und Wallfahrtskirche St. Leonhard in Unterliezheim, einem Ortsteil von Lutzingen im Landkreis Dillingen an der Donau im bayerischen Regierungsbezirk Schwaben, wurde im 18. Jahrhundert im Stil des Rokoko errichtet. Nach der Säkularisation des Klosters Unterliezheim wurde sie römisch-katholische Pfarrkirche. Die Kirche ist ein geschütztes Baudenkmal.

## Geschichte
Mit dem Bau der heutigen Kirche wurde 1732 begonnen. Das Kloster Unterliezheim war damals ein Benediktinerpriorat und unterstand der Reichsabtei St. Ulrich und Afra in Augsburg. Der damalige Propst von Unterliezheim und spätere Abt von St. Ulrich und Afra, Cölestin Mayr, finanzierte zu einem Sechstel die Bau- und Ausstattungskosten aus seinem Vermögen. Baumeister waren Johann Windschmid d. Ä. (1659–1731) und sein Sohn Johann Windschmid d. J. (1697–1774), die mit dem Palier Joseph Guetthainz aus Tirol zusammenarbeiteten. Mit der Ausmalung wurde Christoph Thomas Scheffler (1700–1756) betraut. 1738 waren die Bauarbeiten abgeschlossen und 1740 fand die Weihe der neuen Kirche durch Weihbischof Johann Jakob von Mayr statt. 1802 wurde das Kloster aufgehoben. Unterliezheim wurde 1847 zur Pfarrei erhoben und die einstige Klosterkirche wurde Pfarrkirche.

## Architektur

### Außenbau
Das Gebäude ist aus verputztem Bruch- und Ziegelmauerwerk errichtet. Die Außenwände werden durch Pilaster mit toskanischen Kapitellen gegliedert. Unter dem Dachansatz verläuft ein Architrav, der von einem reich profilierten Traufgesims getragen wird.
An der Westfassade erhebt sich der sechsgeschossige, 54 Meter hohe Turm. Auf seinem quadratischen Unterbau ist ein zweigeschossiges Oktogon mit Eckpilastern und rundbogigen Klangarkaden aufgebaut, das mit einer Zwiebelhaube bekrönt wird. Das Hauptportal ist von Säulen und Pilastern mit geschweiftem Aufsatz, Vasen und einer Muschelbekrönung aus  Amerdinger Trass umrahmt. Ein weiterer Eingang befindet sich am südlichen Querhaus, das mit einem geschweiften Blendgiebel versehen ist.

### Innenraum

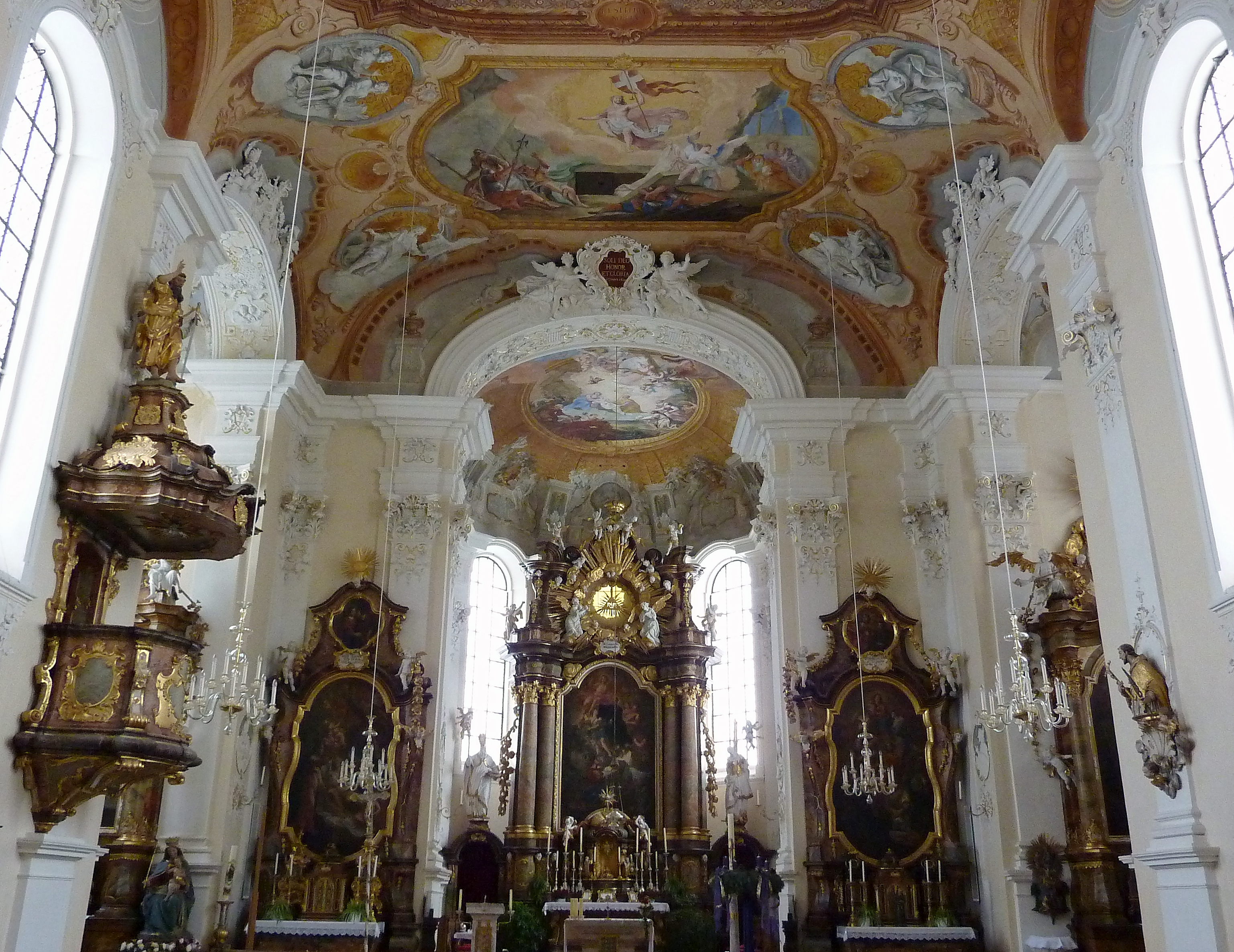
Innenraum mit Blick zum Chor

Das einschiffige Langhaus ist in vier Achsen gegliedert und wie der Chor mit einer Korbbogentonne mit Stichkappen gedeckt. Der eingezogene Chor ist dreiseitig geschlossen und um zwei Stufen erhöht. Die deutlich vorstehenden Querhausarme sind mit elliptischen Flachkuppeln überwölbt.
Die Wände gliedern Pilaster mit Kompositkapitellen und große Rundbogenfenster. Ein korbbogiger Triumphbogen öffnet sich zum Chor. Den westlichen Abschluss bildet eine geschweifte Empore, die auf Vierkantpfeilern mit korinthisierenden Kapitellen aufliegt.

## Stuck

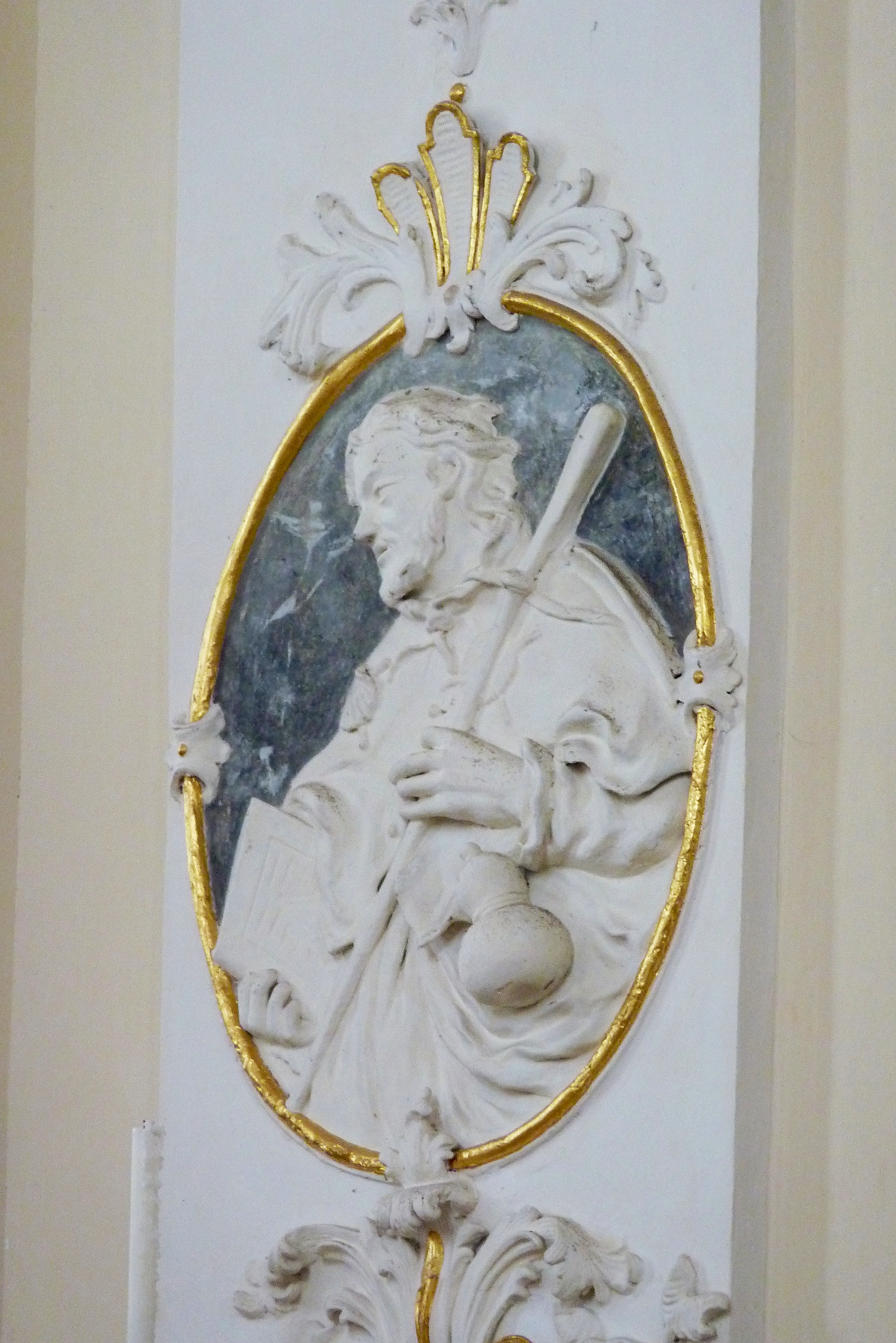
Stuckmedaillon

Der Stuckdekor mit Band- und Gitterwerk, Blüten und Putten stammt teilweise aus der Zeit von 1733 bis 1735, der Erbauungszeit der Kirche, und wird Johann Windschmid d. J. und einem unbekannten Meister zugeschrieben. Die späteren Arbeiten (um 1760) wie die Medaillons der Apostel an den Pilastern und die Stuckkartusche am Triumphbogen mit der Inschrift SOLI DEO HONOR ET GLORIA (Gott allein gebührt Ehre und Ruhm) werden den Brüdern Johann Michael und Bartholomäus Hoiß zugerechnet.

## Bildprogramm

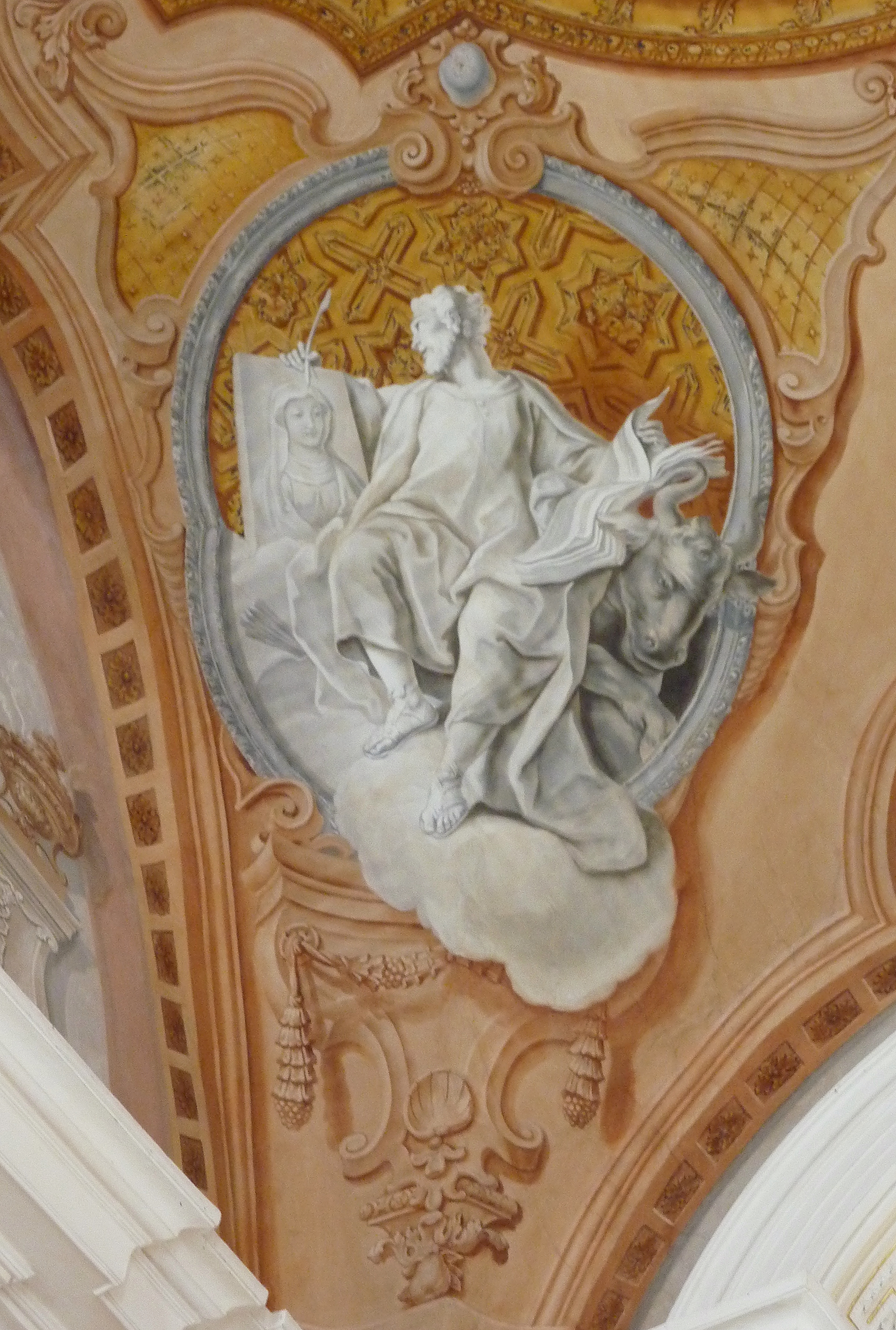
Grisaille mit Darstellung des Evangelisten Lukas

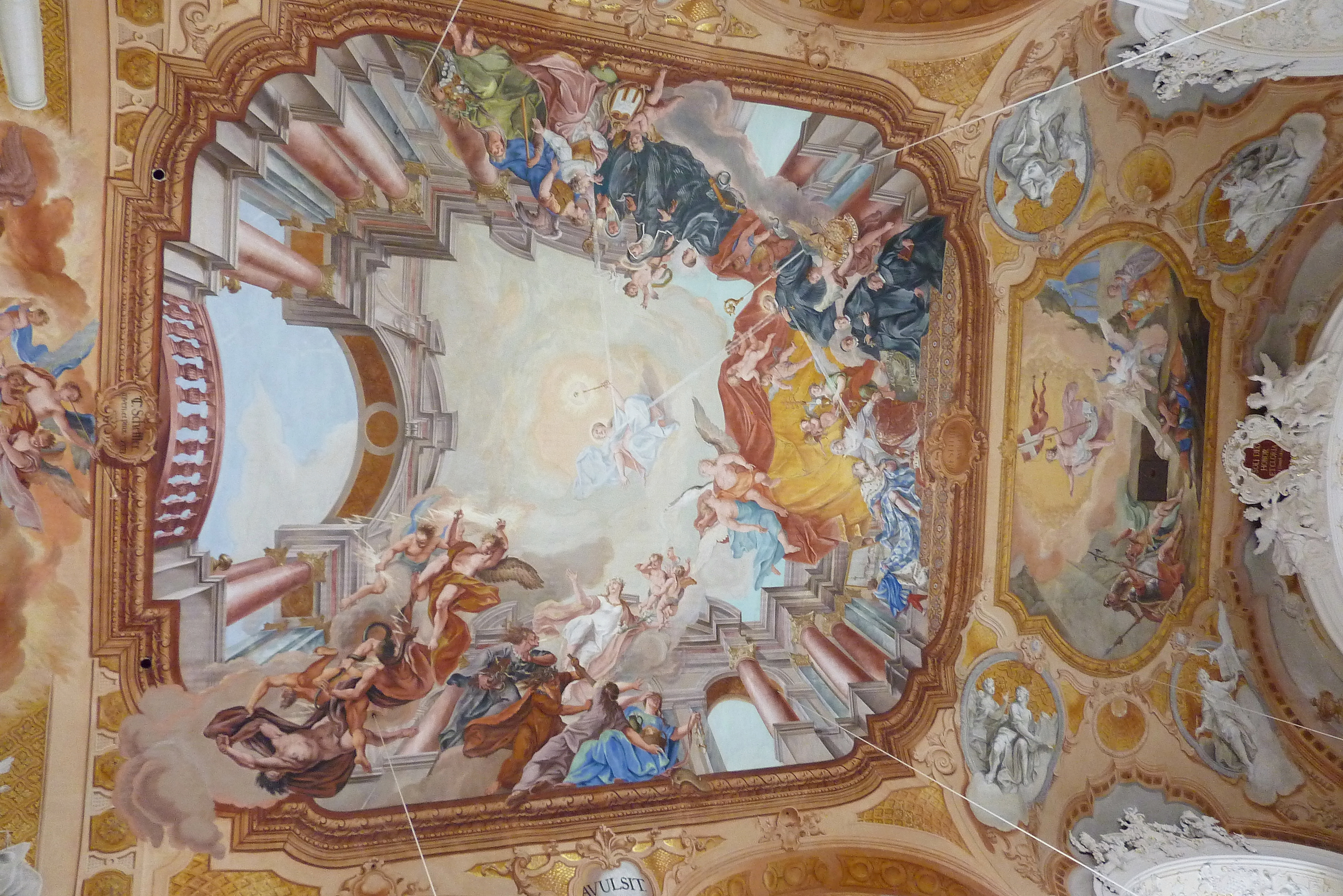
Langhausfresko

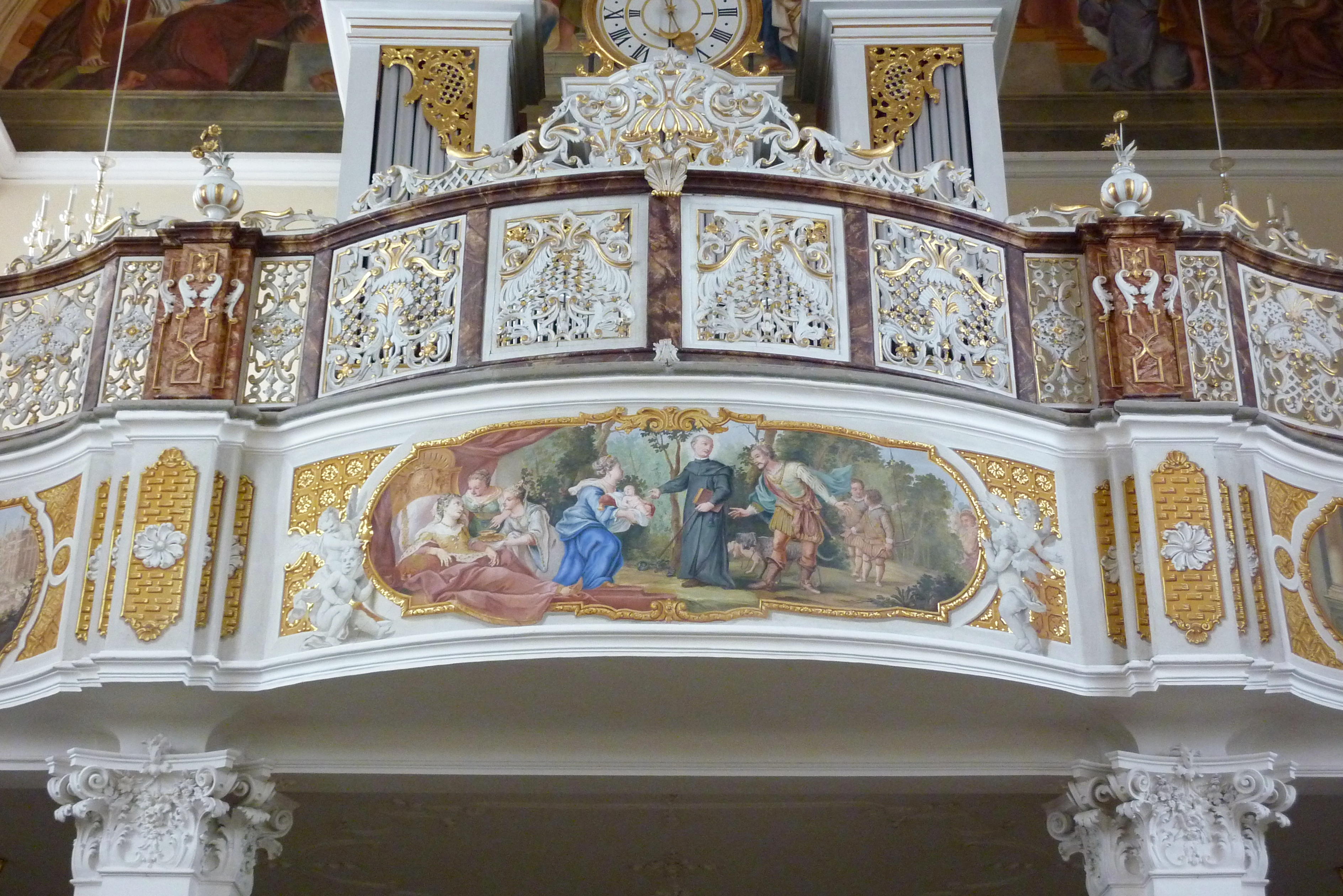
Empore mit Darstellung des hl. Leonhard am Kindbett einer fränkischen Königin

Die Deckenbilder wurden zwischen 1733 und 1737 von Christoph Thomas Scheffler in Freskotechnik ausgeführt. Das Chorfresko ist in einen ovalen Rahmen gefasst und stellt die Anbetung des Jesuskindes durch die Hirten dar. Dieser Rahmen wird von Gottvater und Engeln, von denen einer ein Spruchband hält und ein anderer das Kreuz trägt, durchbrochen. Das Fresko der Vierung stellt die Auferstehung Christi dar. Es wird von Grisaillen umrahmt, die den vier Evangelisten mit ihren Attributen gewidmet sind.
Das Langhausfresko trägt die Signatur CT. Scheffler. inven: et pinx: ano 1733. In einer monumentalen Scheinarchitektur sind verschiedene Episoden der Geschichte des Klosters Unterliezheim eingebettet wie die angebliche Gründung des Klosters 1152 durch Gräfin Jutta von Werdenberg, die Aufhebung des Klosters 1542 durch Herzog Ottheinrich von Pfalz-Neuburg und der Verkauf des Klosters 1655 an die Reichsabtei St. Ulrich und Afra von Augsburg. Am Bildrand befinden sich unter den einzelnen Szenen Kartuschen mit Inschriften (FUNDAVIT MCLII, AVULSIT MDXXXXII, COMPARAVIT MDCLV).
Thema des Freskos über der Orgelempore ist die Aussendung des Heiligen Geistes in Form von Flammenzungen über die Zwölf Apostel, in deren Mitte Maria steht. Es wird umrahmt von Grisaillen mit den Kardinaltugenden und ihren Attributen (Stärke mit einer Säule, Mäßigung mit Wasserkrügen, Gerechtigkeit mit Schwert und Waage, Klugheit mit Schlange und Spiegel).

## Emporenbrüstung
Die Gemälde der Emporenbrüstung wurden ebenfalls von Christoph Thomas Scheffler ausgeführt. Sie sind dem Schutzpatron der Kirche, dem hl. Leonhard gewidmet und stellen ihn am Kindbett einer fränkischen Königin dar, die durch die Fürsprache des Heiligen eine schwere Geburt übersteht. Die linke Szene zeigt den hl. Leonhard bei der Teufelsaustreibung. Auf dem rechten Bild präsentiert Leonhard der Gottesmutter Maria und dem hl. Remigius den Plan des von ihm gegründeten Klosters Noblat in der Nähe von Limoges.

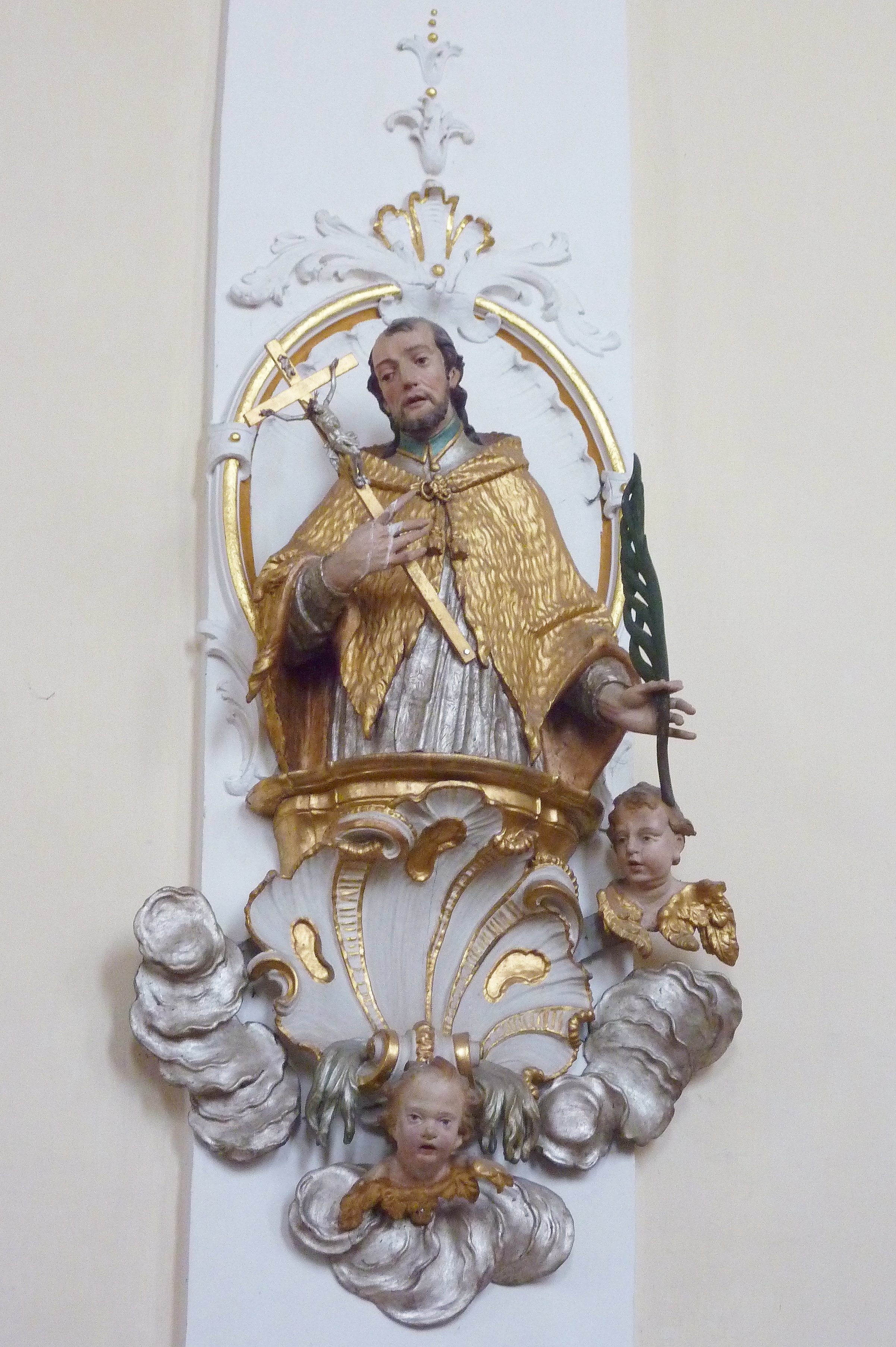
Halbfigur des Johannes Nepomuk

## Ausstattung
- Die Kanzel wurde um 1740 geschaffen. Der Schalldeckel ist mit einer Holzfigur des Apostels Paulus bekrönt.
- Der Hochaltar und die beiden Altäre in der Vierung wurden 1736 aufgestellt. Die Altarblätter wurden wie die Deckenbilder von Christoph Thomas Scheffler ausgeführt. Das Hauptaltarbild stellt den heiligen Leonhard auf Wolken schwebend und von Engeln umgeben dar. Ein Engel hält ein Kirchenmodell. Die anderen Szenen weisen auf die Hilfe des Heiligen bei schweren Geburten und Besessenheit und seine Fürsprache für Gefangene hin. Die Tierdarstellungen weisen ihn als Viehpatron aus. Seitlich des Altars stehen die überlebensgroßen Figurgen der beiden Bistumsheiligen, der heilige Ulrich von Augsburg und die heilige Afra, in Weiß und Gold gefasst. Am südlichen Seitenaltar werden die Vierzehn Nothelfer und am nördlichen Seitenaltar der Tod Josephs dargestellt.
- Die Seitenaltäre des Querschiffs stammen vermutlich aus der Werkstatt von Johann Michael Fischer und wurden um 1750 eingebaut. Der Altar des nördlichen Querhauses war der Altar der seit 1669 in Unterliezheim bestehenden Rosenkranzbruderschaft. Auf dem Altarbild wird Maria dargestellt, die dem heiligen Dominikus und der heiligen Katharina von Siena den Rosenkranz spendet. Der Altar des südlichen Querhauses ist dem heiligen Benedikt und seiner Schwester, der heiligen Scholastika gewidmet.
- Im südlichen Querhausarm befindet sich eine Pietà, eine Holzskulptur aus der Zeit um 1410/20.
- Die lebensgroße Halbfigur des heiligen Johannes Nepomuk im Langhaus wird Stephan Luidl zugeschrieben und um 1740 datiert.
- Das Holzrelief über dem Taufstein mit der Darstellung der Taufe Jesu im Jordan wird um 1745/50 datiert und entstammt vermutlich der Werkstatt von Johann Michael Fischer.
- Das Chorgestühl und die Stuhlwangen im Langhaus, die mit Akanthuslaubschnitzereien verziert sind, stammen aus der Erbauungszeit der Kirche.
- Die Beichtstühle, ebenfalls aus der Erbauungszeit, sind mit Gitter- und Muschelwerkdekor verziert. In den Auszügen sind berühmte Büßer dargestellt: der heilige Hieronymus, Maria Magdalena, König David und Dismas, der gute Schächer.